# A 78-as körzet
A 78-as körzet 1980-ban forgatott, 1982-ben bemutatott színes, 6 részes magyar vígjátéksorozat, Palásthy György rendezésében, Schütz Ila és Sztankay István főszereplésével. A sorozat jeleneteinek többségét Rákospalotán vették fel. A címdal egy angol tévéfilmsorozat, a Ki fizeti a révészt? zenéje, melyet Jánisz Markópulosz komponált.

## Történet
|  | Alább a cselekmény részletei következnek! |

### Alaptörténet
A 78-as körzet lakóbizottsági elnöke elköltözik, így a megüresedett posztra Molnár Dezsőnét, Ilonkát (Schütz Ila) javasolják. Ilonka nagy lelkesedéssel lát neki a munkának. Családja nem nagyon örül ennek, mert így kevesebbet foglalkozik velük, vacsora sincs mindig, de ami a férj (Sztankay István) számára a legnagyobb probléma, hogy emiatt rendszerint nincs szóda otthon.

### Epizódok
1. rész: A választás

Molnár Dezsőnét lakóbizottsági elnöknek jelölik. A lakók viszont csak akkor hajlandók szavazni, ha a tanács az utca mindkét oldalán megépíti az ígért járdát. Nincs más megoldás: meg kell építeni a járdát.
2. rész: Gyermekáldás

A körzetben laknak a gyermektelen Robozék. Molnárné segíteni akar nekik, de ez csak sok bonyodalom árán sikerül.
3. rész: Festés-mázolás

Molnárné elintézi, hogy az iskolát kifessék. A bonyodalmak ott kezdődnek, amikor kiderül, hogy a vállalatnak csak télen van erre kapacitása.
4. rész: Aktatáska

Molnárék találnak egy aktatáskát, és ezzel elkezdődik a kálváriájuk. Elindulnak a tulajdonoshoz, hogy visszaadják neki a táskát, ám az a buszon marad, majd újra előkerül. A táska tulajdonosa és felesége megvádolja Molnárékat, hogy kilopták belőle a férj teljes havi fizetését. A házaspár összevész az eltűnt pénzen, elrohannak a lakásból, Molnárék pedig egyedül maradnak, bezárva. Összekötözött lepedőkön másznak le az utcára, épp egy rendőr karjai közé.
5. rész: Az öregekért

Annuska néni (Turay Ida) eltöri a lábát. Molnárné, a lakóbizottság elnöke elintézi, hogy mire az idős asszony hazaérkezik a kórházból, teljesen felújított lakás várja.
6. rész: Győzelem!

A tanácselnök-helyettes mintakörzetet tervez a még nem létező M3-as autópálya nyomvonalában már előkészített bevezető szakasza mellé, ezért a körzet elöregedett fáit ki akarja vágatni, hogy a helyükre díszcserjék kerüljenek. A terv a lakók ellenállásába ütközik: Molnárné, a lakóbizottság elnöke összefog a többiekkel, és furfangos megoldással – a plébánost és a rendőrt is bevonva – végül sikerül megmenteniük a fákat.
|  | Itt a vége a cselekmény részletezésének! |

## Szereplők
- Schütz Ila (Molnár Dezsőné Ilonka)
- Sztankay István (Molnár Dezső)
- Szani János (Molnár Gábor)
- Tál Mariann (Molnár Zsuzsi)
- Turay Ida (Annuska néni)
- Balázs Péter (Balogh Tamás, tanácsi titkár)
- Haumann Péter (tanácselnök-helyettes)
- Bodrogi Gyula (a Házkezelőség igazgatója)
- Zenthe Ferenc (körzeti megbízott)
- Harsányi Gábor (Nagy úr, buszvezető)
- Csongrádi Kata (Nagyné Gitta)
- Piros Ildikó (Robozné Katika)
- Tordy Géza (Roboz)
- Bod Teréz (Roboz anyja)
- Kállay Ilona (Szabó Kálmánné)
- Gera Zoltán (Szabó Kálmán)
- Both Béla (Doktor bácsi)
- Bánki Zsuzsa (Dr. Nagy Mária, iskolaigazgató)
- Fónay Márta (Horváth néni)
- Solti Bertalan (Horváth bácsi)
- Székhelyi József (Horváth István)
- Mányai Zsuzsa (Horváth Istváné Marika)
- Szombathy Gyula (Barkóczi, autószerelő)
- Farkas Antal (Szalai)
- Halász László (Tóth, a kőműves)
- Straub Dezső (Gruber főhadnagy)
- Tahi József (a festési munkák vezetője)
- Kautzky József (kertészeti szakértő)
- Horváth Gyula (plébános)
- Balázsovits Lajos (Kovács Kornél)
- Almási Éva (Kovács Kornélné)
- Horváth László (rendőr)
- Tardy Balázs (teherautósofőr)
- Zana József (munkagépkezelő)
- Göndör Klára (boltos)
- Nagy Anna
- Csűrös Karola
- Szilágyi István
- Szerencsi Hugó
- Tóth Judit
- Szerednyey Béla
- Borbiczki Ferenc
- Horesnyi László

## Forgatási helyszínek
A sorozat jeleneteit zömmel Rákospalota Újfalu nevű részén vették fel. Molnárék háza a Dobó utca 18., Annuska nénié a Kinizsi 24., Nagyéké a Beller Imre 152., Robozéké a Dugonics 47. szám alatti épület. A közért a Bocskai u. 189. szám alatt található. Az iskolai jeleneteket a Kozák téri Általános Iskolában vették fel. A Győzelem című részben a majdani autópálya leendő bevezető szakasza fölött átívelő Kozák téri felüljáróját avatják fel. A Gyermekáldás című részben Robozné munkahelye a Wysocki (ex-Dembiszky) u. 1. alatt lévő egykori bőrgyár, de ebben az epizódban feltűnik a Déli pályaudvar és Székesfehérvár is.